# 平出涼
平出 涼（ひらいで りょう、1991年7月18日 - ）は、山梨県出身のサッカー選手。JFL・アトレチコ鈴鹿クラブ所属。ポジションはディフェンダー（DF）及びミッドフィールダー（MF）。

## 来歴
兄に影響され、小学校1年でサッカーを始める。中学校までは出身地である山梨県のフォルトゥナSCでプレー。中3で受けたFC東京U-18セレクションにて倉又寿雄監督の目に留まり、2007年からのFC東京U-18への入団が内定。高校からは親元を離れ上京する。3年時に倉又監督の「コーチングの声をもっと出させたい」という意向でMFからDFにコンバート。ディフェンスリーダーを担った。2009年9月、U-18同期の阿部巧、重松健太郎とともに翌年からのFC東京トップチーム昇格が発表された。
2010年9月5日、天皇杯2回戦で公式戦初出場。左サイドバックで起用され無失点勝利に貢献した。城福浩監督からは「少し硬くなっていたが、守備の仕事は果たした」と評価された。
2011年は、J2カターレ富山へ期限付き移籍。富山ではアンカーや3バックの中央で構想され、第1節横浜FC戦でスターティングメンバーとして、3ボランチの中央に配されリーグ戦初出場を果たした。このシーズンは終盤こそ負傷欠場したものの、ボランチのレギュラーに定着し、守備の要として 中盤でのバランスをとる役割を担った。その後も移籍期間を延長し富山でプレー。2013年は新布陣採用に伴って センターバックでの起用が続き、スピードを武器とする守備に磨きをかけた。
2014年からカターレ富山へ完全移籍。同年よりポジション登録もDFとなった。
完全移籍後もDFラインの主力として出場していたが、J3に降格した2015年に岸野靖之監督が就任すると当初は出場機会を失う。しかし第7節に先発で出場すると、監督から「かなり効いていた。誰がみても一番落ち着いていた。ほとんどノーミスだった。チームを助けるプレーができていた。彼が相手に対応している時にはベンチからも安心して見ていられた。」と評価され 信頼を獲得、シーズン残り全試合でフルタイム出場を果たした。
2016年J3第11節、プロ入り7年目にして初ゴールを挙げた。
2017年12月27日に鹿児島ユナイテッドFCへ移籍することが発表された。
2021年をもって鹿児島ユナイテッドFCを退団。
2021年1月11日にラインメール青森に移籍。
2022年1月23日に鈴鹿ポイントゲッターズに完全移籍。

## 所属クラブ
ユース経歴
- 1998年 - 2003年 フォルトゥナSCジュニア[注 3] (甲斐市立竜王北小学校[1])
- 2004年 - 2006年 フォルトゥナSCジュニアユース (甲斐市立竜王北中学校[1])
- 2007年 - 2009年 FC東京U-18 (東京都立砂川高等学校[4])

プロ経歴
- 2010年 - 2013年  FC東京
  - 2011年 - 2013年  カターレ富山 (期限付き移籍)
- 2014年 - 2017年  カターレ富山
- 2018年 - 2020年  鹿児島ユナイテッドFC
- 2021年  ラインメール青森
- 2022年 -  鈴鹿ポイントゲッターズ / アトレチコ鈴鹿クラブ

## 個人成績
| 国内大会個人成績 | 国内大会個人成績 | 国内大会個人成績 | 国内大会個人成績 | 国内大会個人成績 | 国内大会個人成績 | 国内大会個人成績 | 国内大会個人成績 | 国内大会個人成績 | 国内大会個人成績 | 国内大会個人成績 | 国内大会個人成績 |
| 年度             | クラブ           | 背番号           | リーグ           | リーグ戦         | リーグ戦         | リーグ杯         | リーグ杯         | オープン杯       | オープン杯       | 期間通算         | 期間通算         |
| 年度             | クラブ           | 背番号           | リーグ           | 出場             | 得点             | 出場             | 得点             | 出場             | 得点             | 出場             | 得点             |
| 日本             | 日本             | 日本             | 日本             | リーグ戦         | リーグ戦         | リーグ杯         | リーグ杯         | 天皇杯           | 天皇杯           | 期間通算         | 期間通算         |
| ---------------- | ---------------- | ---------------- | ---------------- | ---------------- | ---------------- | ---------------- | ---------------- | ---------------- | ---------------- | ---------------- | ---------------- |
| 2010             | FC東京           | 25               | J1               | 0                | 0                | 0                | 0                | 2                | 0                | 2                | 0                |
| 2011             | 富山             | 15               | J2               | 26               | 0                | -                | -                | 0                | 0                | 26               | 0                |
| 2012             | 富山             | 15               | J2               | 26               | 0                | -                | -                | 0                | 0                | 26               | 0                |
| 2013             | 富山             | 15               | J2               | 34               | 0                | -                | -                | 0                | 0                | 34               | 0                |
| 2014             | 富山             | 4                | J2               | 24               | 0                | -                | -                | 1                | 0                | 25               | 0                |
| 2015             | 富山             | 5                | J3               | 32               | 0                | -                | -                | -                | -                | 32               | 0                |
| 2016             | 富山             | 5                | J3               | 30               | 3                | -                | -                | 2                | 0                | 32               | 3                |
| 2017             | 富山             | 5                | J3               | 29               | 2                | -                | -                | 2                | 0                | 31               | 2                |
| 2018             | 鹿児島           | 5                | J3               | 32               | 0                | -                | -                | 0                | 0                | 32               | 0                |
| 2019             | 鹿児島           | 5                | J2               | 4                | 0                | -                | -                | 1                | 0                | 5                | 0                |
| 2020             | 鹿児島           | 5                | J3               | 5                | 1                | -                | -                | -                | -                | 5                | 1                |
| 2021             | 青森             | 4                | JFL              | 27               | 2                | -                | -                | -                | -                | 27               | 2                |
| 2022             | 鈴鹿             | 4                | JFL              | 25               | 1                | -                | -                | 2                | 0                | 27               | 1                |
| 2023             | 鈴鹿             | 5                | JFL              | 23               | 2                | -                | -                | -                | -                | 23               | 2                |
| 2024             | 鈴鹿             | 5                | JFL              | 15               | 1                | -                | -                | -                | -                | 15               | 1                |
| 通算             | 日本             | 日本             | J1               | 0                | 0                | 0                | 0                | 2                | 0                | 2                | 0                |
| 通算             | 日本             | 日本             | J2               | 114              | 0                | -                | -                | 2                | 0                | 116              | 0                |
| 通算             | 日本             | 日本             | J3               | 128              | 6                | -                | -                | 2                | 0                | 130              | 6                |
| 通算             | 日本             | 日本             | JFL              | 90               | 6                | -                | -                | 2                | 0                | 92               | 6                |
| 総通算           | 総通算           | 総通算           | 総通算           | 332              | 12               | 0                | 0                | 8                | 0                | 340              | 12               |

- 公式戦初出場 - 2010年9月5日 第90回天皇杯2回戦 vs駒澤大学 (味スタ)
- Jリーグ初出場 - 2011年3月6日 J2 第1節 vs横浜FC (三ツ沢)
- Jリーグ初得点 - 2016年5月29日 J3 第11節 vsグルージャ盛岡（いわスタ）31分

## タイトル
FC東京U-18
- Jリーグユース選手権大会 (2007年[2]、2009年)
- 高円宮杯U-18サッカーリーグ プリンスリーグ関東 (2008年、2009年)
- 日本クラブユースサッカー選手権 (U-18)大会 (2008年[2][4])

FC東京
- スルガ銀行チャンピオンシップ (2010年)

ユース日本代表
- SBSカップ (2009年、2010年)

### 個人
- 日本クラブユースサッカー選手権 (U-18)大会 MIP (2009年[2])

## 代表歴
- 2007年 U-16日本代表[4] - モンテギュー国際大会 (8位)
- 2009年 U-18日本代表[4] - SBSカップ (優勝)、AFC U-19選手権2010 (予選)
- 2010年 U-19日本代表[4] - ダラスカップ (グループリーグ敗退)、フローニンゲン国際ユース大会 (準優勝)、ミルクカップ (5位)、SBSカップ (優勝)、仙台カップ (2位)、AFC U-19選手権2010 (ベスト8)
- 2011年 U-22日本代表候補 - ロンドンオリンピックアジア最終予選予備登録[26]